# Дунавски вилает
Дунавският вилает или Туна вилает е голяма административно-териториална единица в Османската империя с център град Русчук (днес Русе). Той е образуван след сливането на Силистренския, Нишкия и Видинския вилает.

## История
Създаден е след териториална реформа през 1864. Обхваща 65 каази и 1500 общини които са организирани в седем санджака: Русе, Тулча, Търново, София, Ниш, Видин и Варна. Начело на вилаета застава Мидхат паша, който е и един от организаторите на реформата и трансформацията на провинциалната администрация. Според редица автори, османците основават тази провинция като изпитание за реформи, които впоследствие да бъдат приложени в цялата империя.
Според салнаме за 1877 година вилаетът е съставен от 5 санджака и 28 каази, наброява 150 251 къщи и 907 774 жители.

### Нововъведения в банково и търговско право
За първи път през 1863 г. в Дунавския вилает е образуван Фонда за земеделски кредит (Menafi‘-i ‘Umumiye Sandığı) под управлението на Мидхат Паша. Обосновката за въвеждането му е да се предоставят кредити на нуждаещи се земеделци. В края на 1867 г. общото натрупване на Фонда за земеделски кредит в Дунавската провинция възлиза на двадесет милиона гроша, или приблизително 10 процента от общите данъчни приходи от провинцията през фискалната година на 13 март 1867 – 13 март 1868 или приблизително една четвърт от десятъка от земеделска продукция през тази 1869 г. Средства, които в крайна сметка довеждат до създаването на Земеделската банка (Ziraat Bankası) през 1888 г., са не само първи опит за организиране на селскостопански кредит в Османската империя, но и един от първите подобни опити в Европа. Друга иновация, която адресира капиталовите нужди на провинцията са фондовете за сираци в духа на ханафитската традиция. Касата за сираци заедно със Земеделската кредитни фондове стават стандартни компоненти на провинциалната административна структура, подчинени на Органа за надзор на Имотите на сираци (Emval-ı Eytam Nezareti) и действат като банкови холдинги за управление на парите от наследство на сираци и други лица с умствени или физически увреждания, докато те станат законни наследници. Освен железопътната линия Русе – Варна, по време на четиригодишния мандат на Мидхат Паша като управител в провинцията са построени приблизително 3000 километра макадамирани пътища. Освен това той създава транспортна служба за поща и пътници, а също параходна служба по Дунава.
- Версия на "Органически устав на департамента, създаден под наименование Дунавски вилает“ на османски турски език[5]
- Loi constitutive du département formé sous le nom de vilayet du Danube („Органически устав на департамента, създаден под наименование Дунавски вилает“) на френски

## Управители на Дунавския вилает[6]
| Име (година на раждане – година на смърт) | Години                             |
| ----------------------------------------- | ---------------------------------- |
| Ахмед Шефик Митхад паша (1822 – 1883)     | 5 октомври 1864 – 24 февруари 1868 |
| Мехмед Сабри паша (? – 1879)              | март 1868 – декември 1868          |
| Мехмед Акиф паша Арнавуд (1822 – 1894)    | 17 март 1869 – 1 февруари 1871     |
| Кючюк Омер Февзи паша (1818 – 1878)       | 15 февруари – септември 1871       |
| Ахмед Расим паша (1826 – 1897)            | 14 ноември 1871 – 28 май 1872      |
| Ахмед Хамди паша (1826 – 1885)            | 14 юни 1872 – 6 април 1873         |
| Абдурахман Нуредин паша (1836 – 1912)     | 22 април 1873 – април 1874         |
| Мехмед Асим паша                          | 24 април 1874 – октомври 1876      |
| Халил Рифат паша (1827 – 1901)            | октомври 1876 – 5 февруари 1877    |
| Мехмед Садък паша                         | 5 февруари 1877 – 8 май 1877       |
| Ахмед Кайсерли паша                       | юли 1877 – 22 януари 1878          |